# Боцарис, Маркос
Маркос (Марк) Боцарис (греч. Μάρκος Μπότσαρης, ок. 1790 — 21 августа 1823) — греческий военачальник, герой Освободительной войны Греции 1821—1829 годов.

## Биография

### Молодость
Маркос Боцарис родился в одной из самых известных семей (кланов) Сули, Эпир.
Он был вторым сыном К.Боцариса, который был убит по приказу Али-паши Тепеленского в 1809 году, в городе Арта.

### Служба во французской армии
В 1803 году, после того как Али-паша сумел покорить Сулион, М. Боцарис вместе с другими оставшимися в живых сулиотами прорвался и переправился на Ионические острова, где поступил на службу в созданный французами батальон сулиотов. В этом батальоне Боцарис прослужил 11 лет, став одним из его офицеров.
В 1814 году вступил в тайное греческое революционное общество Филики Этерия.

### Эпир
В 1820 году султан объявил Али-пашу бунтовщиком и сепаратистом, и Маркос, вместе с другими сулиотами, присоединился к султанским войскам в их войне против старого врага сулиотов. Однако когда Али-паша, в обмен на их поддержку, признал за сулиотами их власть над Сулионом, сулиоты вернулись в свои горы и начали партизанские действия, теперь уже против султанских турецких войск.

### Греческая революция

Flag of Botsaris

С началом Греческой революции в 1821 году, все сулиоты приняли в ней активное участие. Маркос Боцарис, несмотря на свой молодой возраст, выделялся среди греческих военачальников своей выдержкой и военным опытом. Особенно он отличился в 1822 году, при обороне города Месолонгион.

### Битва при Карпениси
Когда султан мобилизовал силы Мустаи-паши из северной Албании на подавление восстания в западной Средней Греции, Боцарис встал на его пути к Месолонгиону. Отряд сулиотов в 350 бойцов, под его командованием, совершил 21 августа 1823 года дерзкий ночной налет на турецкий лагерь. Турки были разбиты, но в этом бою погиб и Маркос Боцарис. Боцарис был похоронен в Месолонгионе, на похоронах было произведено 33 пушечных выстрела — по числу прожитых им лет.

## Семья
Многие члены семьи Маркоса Боцариса стали видными лицами греческой политической жизни. Его брат, Костас Боцарис, который также принимал участие в битве при Карпениси, по окончании войны стал генералом и парламентарием в Греческом королевстве.
Сын Маркоса, Димитрос Боцарис стал трижды военным министром при правлении королей Оттона и Георгия-I.
Дочь Маркоса, Боцари Катерина-Роза стала придворной дамой при королеве Амалии.

## Память
Многие поэты, посетившие Грецию, отмечали мужество Боцариса и посвятили ему свои стихи. Американский поэт Fitz-Greene Halleck написал поэму под названием Марко Боззарис (Marco Bozzaris). Швейцарский поэт Juste Olivier также написал в 1825 г. поэму о Боцарисе.
Байрон, ещё не прибыв в Месолонгион, писал ему с острова Кефалиния, что желает встретиться и познакомиться с ним. Боцарис получил письмо и ответил вечером, перед роковой для него битвой: «Сегодня ночью у меня есть дело с 7 тыс. албанцев, здесь неподалёку. Через день, с товарищами, я отправлюсь в Месолонгион и встречусь с Вами».
Героическая смерть Маркоса Боцариса вдохновила и многих европейских художников. В честь Маркоса Боцариса названа станция парижского метро (Botzaris).
Боцарис знал албанский язык и изучил итальянский. В 1809 году, будучи на острове Корфу, он успел написать греко-албанский словарь, прототип которого находится в Национальной библиотеке в Париже. Этот словарь был написан по настоянию François Pouqueville, консула Наполеона при дворе Али-паши в Янине.
В греческой народной музыке, по сегодняшний день, много песен о Боцарисе, таких как «цамико» (танец) из Средней Греции, под именем песня Маркоса Боцариса
(греч. του Μάρκου Μπότσαρη), и песня греческого населения, южно-албанского сегодня, региона Северный Эпир
.
Маркос Боцарис был изображен на греческой монете 1976—2002 гг. достоинством в 50 лепт (1/2 драхмы).
Маркос Боцарис принадлежит к Пантеону героев Освободительной войны, и его портреты часто вывешиваются в греческих школах, государственных учреждениях и военных гарнизонах.

## Галерея

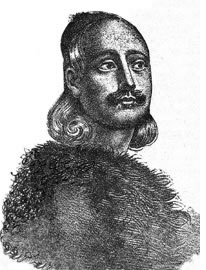
Маркос Боцарис Джованни Божи[англ.], 1826.
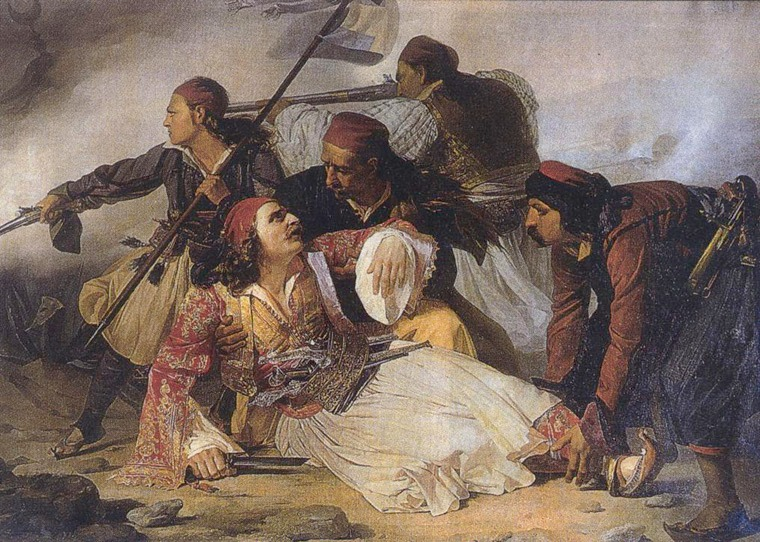
Смерть Маркоса Боцариса. Картина Людовико Липпарини, Музей Сарторио, Триест, Италия.
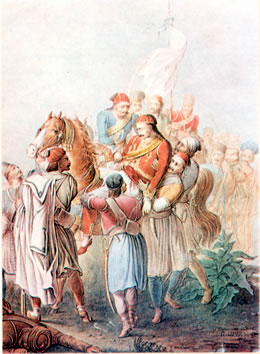
Смерть Маркоса Боцариса. Картина Георга Эмануэля Опица, Музей Бенаки, Афины.
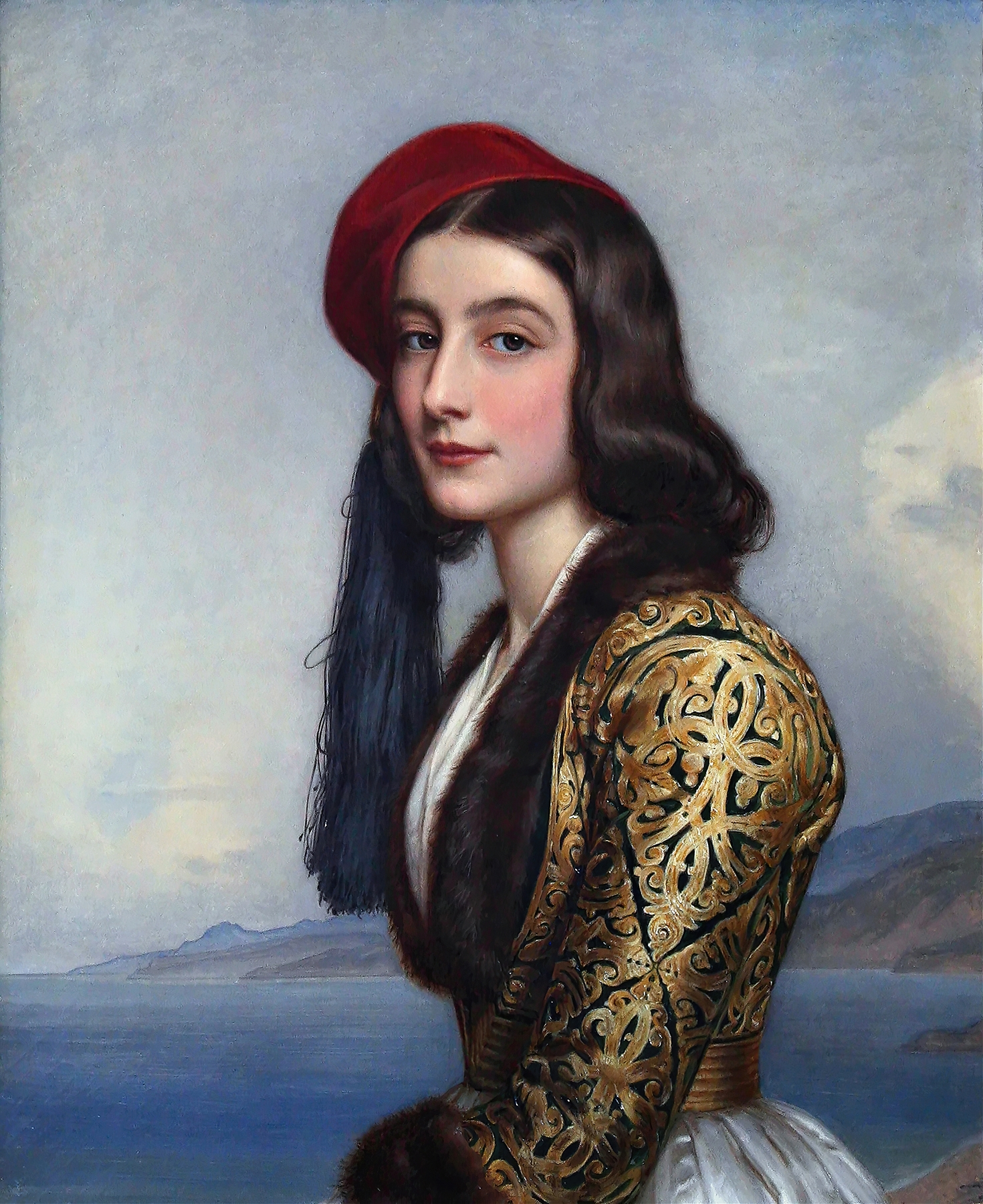
Катерина Роза Боцарис (дочь Маркоса). Картина Штилер, Йозеф Карл, Галерея красавиц, Мюнхен.